# ザラフシャン川

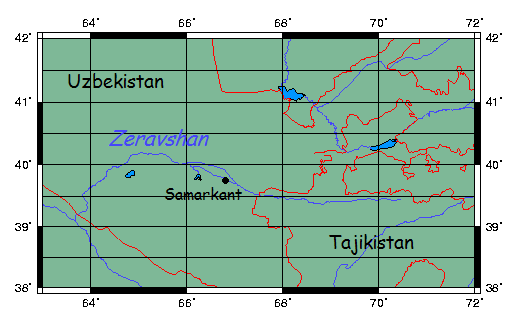
流路

ザラフシャン川（ザラフシャンがわ、Zeravshan、ペルシア語:زر افشان、タジク語: Дарёи Зарафшон、ウズベク語: Zarafshon）は、中央アジアを流れる川。ザラフシャンは、ペルシア語で「黄金の水しぶき」の意味で、上流で砂金が取れることに由来する。古代ギリシアではPolytimetusの名で知られていた。以前はソグド川とも呼ばれた。

## 概説
タジキスタンのパミール高原周縁部に発し、西へおよそ300キロメートル流れた後で、パンジケントを通りウズベキスタンに入る。そこで西北西に流れを変え、サマルカンドを流れナヴォイ州の州都・ナヴォイの北西地点で、南西方向に転じてブハラに達する。カラクルを過ぎて砂漠の中で消える。かつてはアムダリヤ川に流入していたが、現在はアムダリヤ川に達しておらず、アムダリヤ川の支流ではない。